# Hey Lover
«Hey Lover» — песня американского хип хоп исполнителя LL Cool J при участии R&B группы Boyz II Men, получившая награду Грэмми, была издана первым синглом с шестого студийного альбома «Mr. Smith». Релиз сингла состоялся 31 октября 1995 года под лейблом Def Jam Recordings, продюсерами стали The Trackmasters и LL Cool J. «Hey Lover» стал самым успешным синглом альбома, взобравшись на третье место в чартах Billboard Hot 100 и Hot R&B/Hip-Hop Songs, так же как и на 17 строчку Великобританского UK Singles Chart. Песня построена на семпле «The Lady in My Life» Майкла Джексона (альбом Thriller), таким образом, автор семпла Rod Temperton, получил часть авторских прав на эту песню. На Стороне «Б» был записан ремикс на песню «I Shot Ya».
На церемонии Грэмми 1997 года сингл выиграл в номинации Лучшее сольное рэп-исполнение, став второй наградой артиста после успеха 1991 года — песни «Mama Said Knock You Out».

## Список композиций

### Сторона «A»
1. «Hey Lover» (Radio Edit) — 4:03 (при участии Boyz II Men)
2. «Hey Lover» (Instrumental) — 4:03

### Сторона «Б»
1. «I Shot Ya» (Remix) — 5:06 (при участии Prodigy, Кита Мюррея, Fat Joe, Фокси Браун)
2. «Hey Lover» (LP Version) — 4:46

## Позиции в чартах
| В конце 1996 года      | Позиция |
| ---------------------- | ------- |
| U.S. Billboard Hot 100 | 20      |